# Брингхёрст, Роберт
Ро́берт Брингхёрст (родился 16 октября 1946 года) — канадский поэт, типограф, литератор. Известен в первую очередь как автор справочника «Основы стиля в типографике». Переводчик эпоса индейцев хайда на английский язык.
Живёт на острове Квадра (Quadra) близ городка Кэмпбелл-Ривер, в Британской Колумбии вместе со своей супругой Ян Цвики (Jan Zwicky), поэтессой и философом.

## Биография
Родился в Лос-Анджелесе, Калифорния. Юность провел в штатах Юта, Монтана, Вайоминг, Альберта и в Британской Колумбии. Брингхерст изучал архитектуру, лингвистику и физику в Массачусетском технологическом институте, а также сравнительную литературу и философию в университете Юты. Получил степень бакалавра гуманитарных наук в университете Индианы и магистра изящных искусств в университете Британской Колумбии.
Преподавал литературу, историю искусства, историю типографики в нескольких университетах.

### Поэзия
- The Shipwright's Log — 1972
- Cadastre — 1973
- Eight Objects — 1975
- Bergschrund — 1975
- Tzuhalem's Mountain — 1982
- The Beauty of the Weapons: Selected Poems 1972—82 — 1982 (книга номинирована на Премию Генерал-губернатора), 1985 (Copper Canyon Press)
- Tending the Fire — 1985
- The Blue Roofs of Japan — 1986
- Pieces of Map, Pieces of Music — 1986, 1987 (Copper Canyon Press)
- Conversations with a Toad — 1987
- The Calling: Selected Poems 1970—1995 — 1995
- Elements (с иллюстрациями Алфа Нилсена) — 1995
- The Book of Silences — 2001
- Ursa Major — 2003 (книга попала в шорт-лист поэтической премии Дороти Лайвсей)
- New World Suite Number Three: A poem in four movements for three voices — 2006
- Selected Poems — 2009

### Проза
- Visions: Contemporary Art in Canada (вместе с Джеффри Джеймсом, Расселом Кезири и Дорис Шедболт) — 1983
- Ocean/Paper/Stone — 1984
- The Raven Steals the Light (вместе с Биллом Рейдом) — 1984
- Shovels, Shoes and the Slow Rotation of Letters — 1986
- The Black Canoe (с фотографиями Алли Стелцера) — 1991
- Boats Is Saintlier than Captains: Thirteen Ways of Looking at Morality, Language, and Design — 1997
- Native American Oral Literatures and the Unity of the Humanities — 1998
- A Short History of the Printed Word (вместе с Уорреном Чеппелом) — 1999
- The Elements of Typographic Style — 1992, revised 1996, revised 2004, revised 2005
- The Solid Form Of Language: An Essay On Writing And Meaning — 2004
- The Tree of Meaning: Thirteen Lectures 2006
- Everywhere Being is Dancing 2007
- The Surface of Meaning: Books and Book Design in Canada — 2008

### Переводы
- Трилогия «Классические шедевры сказителей племени хайда»:
  - A Story As Sharp As a Knife: The Classical Haida Mythtellers and Their World — 1999 (номинирована на Премию Генерал-губернатора)
  - Nine Visits to the Mythworld — (реинтерпретация историй, рассказанных сказителем Гандлом из Кайал-Ллаанаса, и записанных в 1900 году Джоном Ридом Суонтоном) — 2000 (книга попала в шорт-лист поэтической премии Кенедиэн Гриффин)
  - Being in Being: The Collected Works of a Master Haida Mythteller — Skaay of the Qquuna Qiighawaay — 2002
- Фрагменты из Парменида — 2003

### На русском языке
- Основы стиля в типографике. М., 2006.
- Основы стиля в типографике. М., 2013 (2-е издание, исправленное и дополненное).